# Эль
Эль (англ. ale) — традиционный английский вид пива. Производится верховым (тёплым) брожением, в результате которого получается сладкий, насыщенный и фруктовый вкус. Исторически этот термин обозначал напиток, сваренный без хмеля. Содержание спирта — 5-6,5 %.
Как и в большинстве сортов пива, в эль обычно добавляют горькие компоненты, чтобы сбалансировать солод и в качестве консерванта. Первоначально эль горчил из-за грюйта — смеси трав или специй, которую варили в сусле перед брожением. Позже хмель заменил грюйт в качестве горького вещества.

## Происхождение слова и история эля
Слово «эль» (англ. ale) этимологически восходит к праиндоевропейскому корню, предположительно означающего «опьянение». Индоевропейское происхождение корня убедительно доказывается в сравнении с современными дат. и норв. øl, а также исл. öl (германская группа языков, к которой принадлежал и древнеанглийский) и лит. и латыш. alus «пиво» (балтийская группа языков индоевропейской семьи), севернорусским ол (в значении «хмельной напиток»), а также заимствованными из германских языков эст. õlu и фин. olut «пиво». В Англии напиток под названием «эль» известен по крайней мере с XII века. Эль был очень важным напитком в Средневековье и, наряду с хлебом, считался пищевым продуктом первой необходимости. В начале XIV века в Англии он был одним из трёх основных источников зерновых в рационе, наряду с похлёбкой и хлебом.
До XV века в Англии хмель вовсе не применялся в пивоварении; все виды получавшегося напитка именовались элем. Вместо хмеля в качестве консерванта и оттенителя вкуса солода при производстве эля обычно использовали грюйт — смесь трав и/или специй, которую варили в сусле перед брожением. Позже хмель заменил грюйт в качестве горького вещества.
После ввоза хмеля из Нидерландов и до конца XVII века слово «эль» употреблялось исключительно по отношению к напиткам, полученным в результате брожения без хмеля; сбродившее с хмелем именовалось пивом (англ. beer). К XVIII веку оба слова изменили своё значение.

## Эль в наше время
Для приготовления эля используется верховое брожение — более старый способ брожения, при котором дрожжи за несколько дней поднимаются на поверхность пива, хотя некоторые британские пивоварни используют закваску, не имеющую ярко выраженных характеристик верхового брожения. Употребляется вода, богатая сульфатом кальция.
По сравнению с пивом, получаемым низовым брожением (например, лагер), эль обычно сбраживается более короткое время (от 5 до 6 дней, по некоторым технологиям — ещё меньше) и при более высокой температуре (до +21  °C). Брожение при более высокой температуре удешевляет производство относительно пива «низового» брожения — не требуется холодильного оборудования либо погреба; качество продукта при этом не страдает. При более высокой температуре брожения дрожжи синтезируют множество сложных эфиров и других вторичных вкусовых и ароматических продуктов. В результате эль часто имеет «фруктовый» вкус.
В зависимости от рецепта приготовления эль бродит при указанной температуре 4—7 дней в специальных ёмкостях (бродильных или цилиндро-конических танках).
В пиве, которое классифицируется как эль, используется преимущественно ячменный или пшеничный солод. Реже — ржаной. Могут присутствовать несоложеные зернопродукты.
По сравнению с лагером эль получается темнее, крепче, более плотным и более горьким (но менее сладким).
Среди разновидностей эля выделяется пейл-эль (англ. pale ale, «светлый эль»), производимый из светлого солода и лучших сортов светлого хмеля, светлое пиво лимонно-жёлтого цвета с повышенным содержанием хмеля, содержащее 5,9-8,5 % спирта и 10,9-19,3 % экстракта. Другие разновидности эля: подвид светлого эля биттер — эль с довольно горьким вкусом цветом от янтарного до оранжевого, мягкий эль — некрепкое пиво с малым количеством хмеля, ячменное вино (англ. barley wine) — наиболее густые и крепкие сорта эля.
Родственные элю другие виды пива, получаемые верховым брожением — портер (более сладкое, чем эль) и стаут (более крепкое, чем эль).
Во многих странах эль потерял популярность с распространением множества других видов пива и других алкогольных напитков.
В последние годы в связи с ростом популярности так называемого «крафтового пива» наблюдается рост производства и продажи эля.

## В России
В России первым элем, выпускавшимся в промышленных масштабах, была «Сибирская корона янтарная» (сегодня снята с производства). Среди российских марок эля, получивших признание на международных премиях — «Эль Мохнатый Шмель» (медаль категории Grand Gold в конкурсе «Monde Selection 2015», золотая медаль премии «International Brewing Awards 2015», золото в категории «Russia’s Best Amber Pale Ale» премии «World Beer Awards 2015»).

## Эль в литературе
- Известно стихотворение Роберта Л. Стивенсона «Heather Ale» («Вересковый эль» в переводе Маршака; в русской издательской версии — «Вересковый мёд» — изменения в тексте и названии были сделаны в соответствии с требованием издательства и с согласия переводчика). Оно представляет собой стилизацию под старинную народную героическую балладу, похожую на шотландскую; тем не менее, в тексте баллады шотландцы и их король представлены врагами-злодеями, а героические персонажи — двое людей из числа уцелевших пиктов (кельтский народ, или союз племён, живший на севере сегодняшней Шотландии в первом тысячелетии н. э. и враждовавший с шотландцами).
- Эль упоминается и в других произведениях Стивенсона, например, в исторической повести «Чёрная стрела» (1888), где лесной разбойник и бывший моряк Уилл Лоулес приветствует шкипера Арблестера следующей весёлой фразой: «Помнишь, я тебе рассказывал про своё наследство? Мне удалось получить его, я теперь богат. Я больше не плаваю по морям, я плаваю только по элю!»[22].
- Известен иронический роман Сомерсета Моэма «Выпечка и эль» (в русском переводе — «Пироги и пиво») про писателя средней руки, пишущего биографию другого писателя, бездарного «народного» реалиста.